# AFV 1–38
Die AFV 1–38 waren Personenzug-Schlepptenderlokomotiven der Alföld-Fiumaner Eisenbahn (Alföld-Fiumei Vasút, AFV).
Die 38 Maschinen wurden zwischen 1869 und 1872 von Maffei (18 Stück), von Krauss in München (10 Stück) und von Sigl in Wiener Neustadt (10 Stück) geliefert.
Im Zuge der 1884 erfolgten Verstaatlichung gaben ihnen die Ungarischen Staatsbahnen (MÁV) zunächst die Nummern 801–838, ab 1891 im zweiten
Bezeichnungsschema die Kategorie IIm mit den Nummern 1222–1259.
Im Rahmen von Neubekesselungen erhielten die Maschinen bei den MÁV auch die lange, für Ungarn typische Rauchkammer.
1909 wurden zwei Exemplare ausgemustert, ab 1911 wurden die restlichen als 237,001–036 geführt.
Sechs Stück kamen nach 1918 nach Rumänien zu den CFR, die anderen
musterten die MÁV bis 1924 aus.